# Вико д’Елса
Вико д’Елса (итал. Vico d'Elsa) јесте насеље у Италији у округу Фиренца, региону Тоскана.
Према процени из 2011. у насељу је живело 468 становника. Насеље се налази на надморској висини од 181 м.